# Gerichtsamt Sayda
Das Gerichtsamt Sayda war in den Jahren zwischen 1856 und 1874 die unterste Verwaltungseinheit und von 1856 bis 1879 nach der Abschaffung der Patrimonialgesetzgebung im Königreich Sachsen Eingangsgericht. Es hatte seinen Amtssitz in der Stadt Sayda.

## Geschichte
Nach dem Tod des Königs Friedrich August II. von Sachsen wurde unter dessen Nachfolger König Johann nach dem Vorbild anderer Staaten des Deutschen Bundes die Abschaffung der Patrimonialgesetzgebung verordnet. An die Stelle der bisher im Königreich Sachsen in Stadt und Land vorhandenen Gerichte der untersten Instanz traten die zentral gelegenen Bezirksgerichte und Gerichtsämter in nahezu allen größeren Städten. Die Details der Verwaltungsreform regelten das sächsische Gerichtsverfassungsgesetz vom 11. August 1855 und die Verordnung über die Bildung der Gerichtsbezirke vom 2. September 1856.
Stichtag für das Inkrafttreten der neuen Behördenstruktur im Königreich Sachsen war der 1. Oktober 1856. Das neu gebildete Gerichtsamt Sayda unterstand dem Bezirksgericht Freiberg.
Der Sprengel des Gerichtsamt Sayda umfasste folgende Ortschaften:
| - Sayda (mit Heidengut) - Brüderwiese - Cämmerswalde - Clausnitz (mit Neuclausnitz) - Deutscheinsiedel - Deutschgeorgenthal - Deutschkatharinenberg - Deutschneudorf - Dittersbach - Dittmannsdorf bei Sayda - Dörnthal - Dorfchemnitz (mit Neudörfel) - Frauenbach | - Friedebach (mit Haingut) - Hallbach - Heidelbach (mit Glashütte) - Heidelberg - Heidersdorf (mit Mörtelgrund, Haingut, Eisenzeche und Folge) - Hirschberg - Hutha - Kleinneuschönberg - Neuhausen - Neuwernsdorf - Niederneuschönberg - Niederseiffenbach (mit Lässigherd) - Oberneuschönberg | - Oberseiffenbach (mit Oberlochmühle) - Pfaffroda - Pilsdorf - Purschenstein (mit Zuckerhof) - Rauschenbach (mit Schaarschuchhaus) - Reukersdorf - Schönfeld - Seiffen - Ullersdorf - Voigtsdorf (Ober- und Nieder-) - Wolfsgrund - Zethau - das Einsiedeler und Hirschberger Forstrevier |

Nach der Neustrukturierung der Gerichtsorganisation gemäß dem Gesetz über die Organisation der Behörden für die innere Verwaltung vom 21. April 1873 gingen die Verwaltungsbefugnisse der Gerichtsämter zum 15. Oktober 1874 auf die umgestalteten bzw. neu gebildeten Amtshauptmannschaften über. Seitdem das bisherige königliche Gericht als königliches Gerichtsamt bezeichnet wurde, führte sein Vorstand den Titel Gerichtshauptmann.
Die Verwaltungsaufgaben des Gerichtsamts Sayda wurden im Zuge der Neustrukturierung der sächsischen Gerichtsorganisation gemäß dem Gesetz über die Organisation der Behörden für die innere Verwaltung vom 21. April 1873 mit Wirkung vom 15. Oktober 1874 in die Amtshauptmannschaft Freiberg integriert, die in Sayda mit der Delegation Sayda (ab 1917 Zweigamt Sayda) eine Zweigstelle errichtete. Das Gerichtsamt war damit nur noch Gericht, die Trennung der Rechtsprechung von der Verwaltung umgesetzt.
Das Gerichtsamt Sayda wurde 1879 auf Grund des Gesetzes über die Bestimmungen zur Ausführung des Gerichtsverfassungsgesetzes im Deutschen Reich vom 27. Januar 1877 und des Gesetzes über die Zuständigkeit der Gerichte in Sachen der nichtstreitigen Gerichtsbarkeit vom 1. März 1879 durch das neu gegründete Amtsgericht Sayda abgelöst.

## Schriftliche Überlieferung
Die Archivalien des Gerichtsamts Sayda werden als Bestand 13579 Gerichtsamt Sayda heute im Sächsischen Staatsarchiv – Staatsarchiv Leipzig verwaltet.

## Gerichtsgebäude

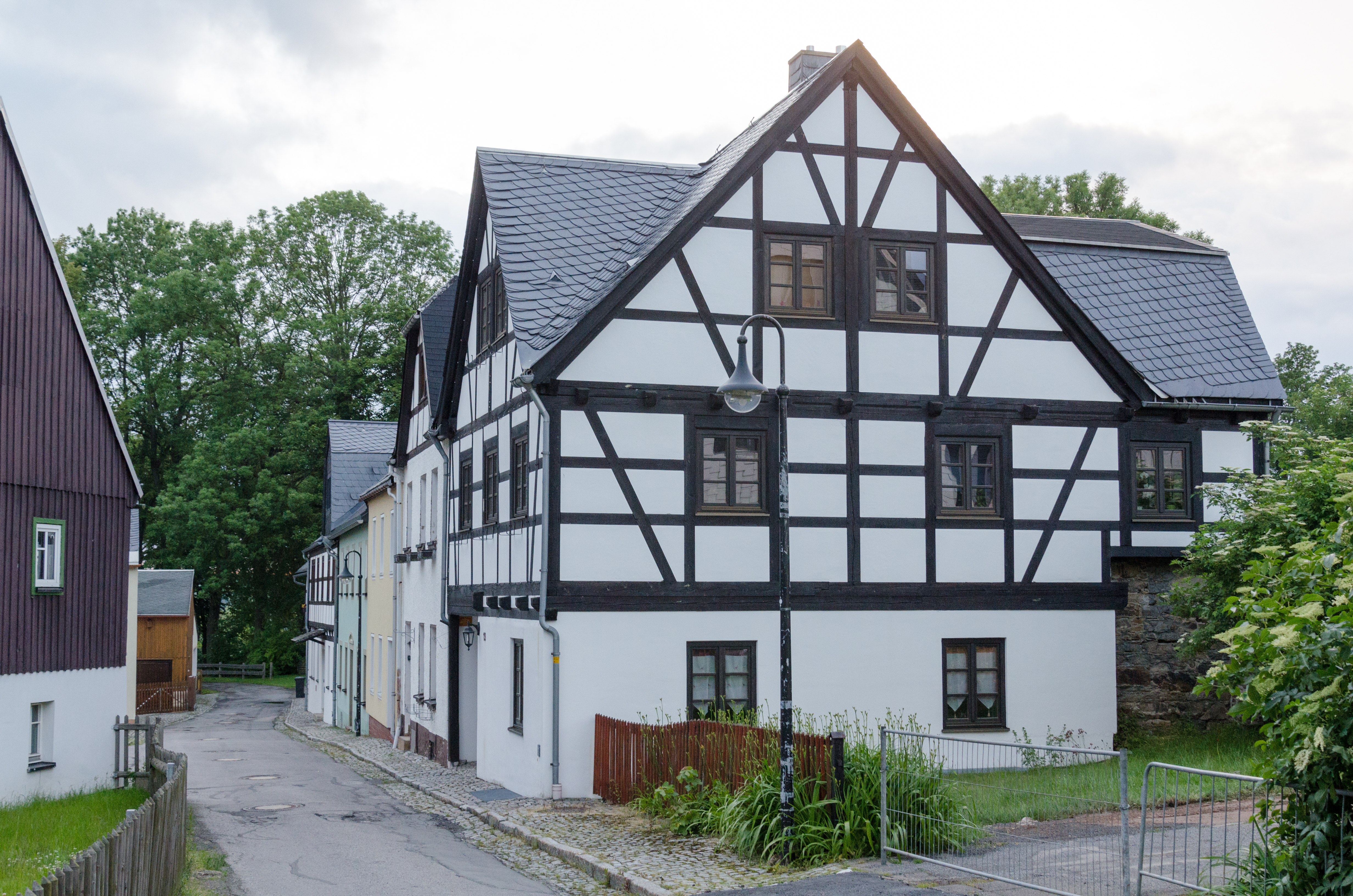
Gerichtsgebäude

Das Gerichtsamt nutzte das 1851 errichtete Gerichtsgebäude (Pfarrgasse 1). Der stattliche Bau steht auf Grund seiner Nutzungsgeschichte und großer ortshistorischer Bedeutung, im Kontext zur Kirche auch von städtebaulichem Wert, unter Denkmalschutz. Er wurde ab 1879 vom Amtsgericht und wird heute als Altenheim genutzt.

## Richter
Die Leiter des Gerichtsamts trugen den Titel Gerichtsamtmann. Dies waren:
- 1856–1860: Wilhelm Julius Fiedler
- 1860–1870: Rudolph Franz
- 1870–1875: Friedrich Weidauer
- 1875–1879: Martin Gustav Philipp